# Liberalizm republikański
Liberalizm republikański – odmiana myśli liberalnej na przełomie XVIII i XIX wieku. Jego główna myśl koncentrowała się w przekonaniu, że warunkiem dobrego społeczeństwa i dobrego rządu jest powszechność cnoty (virtus) obywatelskiej i bezinteresownej miłości ojczyzny, stanowiącej dobro najwyższe (suprema lex).
Immanuel Kant twierdził, że po dokonaniu powszechnej republikanizacji państw nastanie wieczny spokój. Było to twierdzenie oderwane całkowicie od realiów politycznych państwa pruskiego, w którym żył Kant.